# Marko Czeremszyna
Marko Czeremszyna, prawdziwe nazwisko Iwan Semaniuk (ukr. Іван Юрійович Семанюк) (ur. 13 czerwca 1874 we wsi Kobaki, zm. 25 kwietnia 1927 w Śniatynie) – ukraiński pisarz-nowelista, prawnik, działacz społeczny.
Pochodził z rodziny chłopskiej. Kiedy w 1889 r. ukończył szkołę, ojciec wysłał go do gimnazjum, by kontynuował naukę w Kołomyi. Lekcje były prowadzone w języku polskim, którego chłopiec nie znał. Niebawem nauczył się języka i stał się jednym z najlepszych uczniów. Interesował się ówczesnym życiem literackim na Bukowinie i w Galicji. W 1896 ukończył gimnazjum i wyjechał do Wiednia, by zdobyć zawód lekarza. Jednakże czesne za studia medyczne było tak wysokie, że musiał zrezygnować i wybrał studia prawnicze na Uniwersytecie Wiedeńskim. Na uniwersytecie poświęcił się działalności literackiej i społeczno-kulturalnej. W 1901 r. ukończył studia, ale dopiero w 1906 r. otrzymał dyplom, z którym udał się do Delatyna, gdzie przez 6 lat pracował jako adwokat. W 1912 r. otworzył własną kancelarię adwokacką w Śniatyniu. Podczas I wojny światowej mieszkał w rodzinnej wsi Kobaki, która znajdowała się w strefie najbardziej zaciekłych walk. Swoje wojenne doświadczenia odzwierciedlił w nowelach. Utwory Czeremszyny są utrzymane w konwencji realistycznej, ale pisarz stosuje też psychologizm, nastrojowość, liryzację oraz wplata elementy folklorystyczne jako formę wyrazu wyobrażeń ludowych o otaczającej rzeczywistości. 
Niedługo po zakończeniu wojny pisarz powrócił do Śniatyna, gdzie pozostał do końca życia. Niestety, nagła śmierć nie pozwoliła mu na zrealizowanie wszystkich pisarskich planów. 17 lipca 1949 r. w Śniatynie zostało otwarte muzeum poświęcone pisarzowi.

## Twórczość
Od 1897 r. w bukowińskiej gazecie „Bukowyna” („Буковина”) pojawiają się pierwsze utwory młodego pisarza. W 1899 r. w lwowskim czasopiśmie „Literaturno-naukowyj wisnyk” („Літературно-науковий вісник”) zostały opublikowane opowiadania Swiatyj Nykołaj u harti (Святий Николай у гартi) oraz Chiba darujmo wodu (Хіба даруймо воду). W ciągu następnych 2 lat napisał szereg opowiadań z życia huculskiego. W 1901 r. zostały wydane w Czerniowcach w tomie Karby (Карби). Ten niewielki zbiór sprawił, że został uznany za jednego z głównych ukraińskich nowelistów początku XX wieku. W 1925 r. w Kijowie wyszedł zbiór nowel pt. Seło wyhybaje (Село вигибає). W 1929 r. pośmiertnie zostały wydane dwa nowe zbiory opowiadań.
Jego nowele dzielą się na trzy cykle:
1. Karby: nowele z życia huculskiej biedoty na przełomie XIX i XX w., w których przewijają się takie motywy, jak brak ziemi, społeczne i narodowe bezprawie pod władzą Austro–Węgier. Nazwa zbioru pochodzi od tytułu pierwszej noweli, a wszystkie przesycone są nastrojem smutku, żalu i poczucia krzywdy. Nowele z tego zbioru: Swiatyj Nykołaj u harti (Святий Николай у гарті), Cziczka (Чічка), Raz maty rodyła (Раз мати родила), Bilmo (Більмо), Złodija złowyły (Злодія зловили);
2. Seło wyhybaje: nowele opisujące tragiczne wydarzenia I wojny św., warunki życia chłopów w tym czasie, obrazy przeżyć chłopów w przededniu walki, oblicze huculskiej wsi, które zmieniło się pod wpływem wojny, jak również zbrodnie żołnierzy i oficerów. Nowele z tego zbioru: Seło poterpaje (Село потерпає), Perszi striły (Перші стріли), Pomennyk (Поменник), Bodaj jim put’ propała (Бодай їм путь пропала), Zradnyk (Зрадник), Pisla boju (Після бою), Jordan (Йордан), Seło wyhybaje (Село вигибає);
3. Werchowyna: nowele z życia huculskiego chłopstwa z czasów polskiego panowania, niesprawiedliwości władzy, niesłusznych oskarżeń, etc.

## Literatura
- Jurij Wynnyczuk - "Knajpy Lwowa", Warszawa 2008, ISBN 978-83-7141-890-7